# John Paul Jackson
John Paul Jackson, född 30 juli 1950, död 18 februari 2015, var en amerikansk evangelikal och karismatisk predikant och teolog. Han var en tidigare medlem av de så kallade Kansasprofeterna.
Han var bunden till Streams Ministries, som han grundade 1993, och hans predikningar handlade oftast om profeterande och då i synnerhet genom att tyda drömmar och visioner. Jackson var med i ledningen av Anaheim Vineyard i Anaheim tillsammans med John Wimber under 1980-talet, och sedan i Metro Christian Fellowship i Kansas City, Kansas tillsammans med Mike Bickle.
Jackson startade en hel del utbildningar och seminarier, han skrev böcker och var även med i TV-program tillsammans med andra kristna förkunnare, som till exempel Benny Hinn och Sid Roth. 2013–2014 hade han sitt eget TV-program, Dreams & Mysteries, på Daystar. 2003 gick 13 000 studenter i hela världen hans kurser.